# Why (chanson de Miliyah Katō)
Pour les articles homonymes, voir Why.
Singles de Miliyah Katō
Love Forever
(2009) Bye Bye
(2010)
Why est le 16e single de Miliyah Katō, sorti sous le label Mastersix Foundation le 18 novembre 2009 au Japon. Il atteint la 10e place du classement de l'Oricon. Il se vend à 15 189 exemplaires la première semaine, et reste classé pendant 10 semaines, pour un total de 29 089 exemplaires vendus.
Destiny a été utilisé comme thème musical pour la version japonaise du film Twilight, chapitre II : Tentation. Why et Destiny se trouvent sur l'album Heaven.

## Liste des titres
Toutes les paroles sont écrites par Miliyah Katō.
| 1. | Why                | Miliyah Katō, Shinichirō Murayama, Ittetsu Gen | 4:13 |
| 2. | Destiny            | Miliyah Katō, Jeff Miyahara                    | 3:47 |
| 3. | You don't know me  | Miliyah Katō, Manaboon                         | 4:42 |
| 4. | Why (Instrumental) | Miliyah Katō, Shinichirō Murayama, Ittetsu Gen | 4:12 |

| 1. | Aitai             |  |
| 2. | Aitai (making of) |  |